# Ziekte van Bechterew
De ziekte van Bechterew of spondylitis ankylopoetica ('ontsteking van de wervelkolom die kromming veroorzaakt') is een gewrichtsontsteking van de wervelkolom. De ziekte behoort tot de spondylartropathieën.
De ziekte is vernoemd naar de Russische neuroloog en psychiater Vladimir Bechterew (1857-1927) die in 1892 voor het eerst deze (reumatische) aandoening beschreef. Het is een aandoening waarbij ontsteking van gewrichten in de wervelkolom en het bekken tot pijn en stijfheid kunnen leiden. Er kunnen ook symptomen in andere organen en orgaansystemen optreden. Het begint meestal tussen het 15e en 35e levensjaar, vaker bij mannen dan bij vrouwen.

## Klachten
De ziekte van Bechterew begint meestal sluipend. Soms duurt het vele jaren voordat de diagnose wordt gesteld. Symptomen kunnen zijn:
- lage rugpijn en stijfheid (aanvankelijke klachten);
- iridocyclitis of uveïtis (ontsteking van de iris in het oog);
- een langdurige gewrichtsontsteking van bijvoorbeeld een knie;
- voorbijgaande zenuwpijnen in borst, buik of benen;
- beklemd gevoel op de borst in de nacht;
- geleidingsstoornissen van het hart;
- aorta-insufficiëntie;
- ademhalingsklachten door apicale longfibrose;
- ontstekingen van achillespezen;
- psoriasis (huidafwijkingen);
- darmontstekingen (ziekte van Crohn, colitis ulcerosa).
- (ernstige) vermoeidheid als gevolg van ontstekingen, pijn en stijfheid

Mensen met deze aandoening zijn 's ochtends opvallend stijf in de rug, die ook pijnlijk is. Typerend is dat bij bewegen de pijnklachten geleidelijk aan kunnen verdwijnen. Ontstekingen van de SI-gewrichten, die het heiligbeen met de rest van het bekken verbinden, zijn vaak al in een vroeg stadium op röntgenfoto's te zien.

## Diagnose en oorzaak
Die wordt gesteld aan de hand van:
- de klachten van pijn en stijfheid;
- de bewegingsbeperking van de rug;
- bloedonderzoek;
- röntgenonderzoek. MRI-onderzoek laat vaak eerder de afwijkingen zien dan conventionele radiodiagnostiek.

Door abnormale botvorming rond de gewrichten die de wervels met elkaar verbinden, ontstaat de bewegingsbeperking van de rug. Ook peesaanhechtingen kunnen verharden.
Foto's van de onderrug kunnen deze botvorming aantonen naast het aantonen van ontsteking van de bekkengewrichten. Met bloedonderzoek kan een verhoogde bloedbezinking worden gevonden. Mensen met de ziekte van Bechterew zijn relatief vaak drager van een bepaald kenmerk in het bloed, het zogenaamde HLA-B27. Van de mensen met dit leukocytenantigeen heeft circa 5% de ziekte. Van de mensen met de ziekte van Bechterew heeft circa 95% het antigeen.
Ondanks al het bovenstaande onderzoek duurt het vaak meer dan 10 jaar voordat artsen de diagnose kunnen stellen.

## Behandeling
De wervelkolom kan na verloop van tijd in een benige zuil veranderen. Dit geeft op een röntgenfoto uiteindelijk een karakteristiek beeld, de zgn. 'bamboo-spine'. Daarom moet iemand met deze ziekte dagelijks oefenen om de rug zo veel mogelijk beweeglijk en in ieder geval recht te houden. Gebeurt dit niet, dan zullen de meeste lijders uiteindelijk geheel kromgroeien, waardoor ze op latere leeftijd nog slechts met moeite naar voren kunnen kijken.
Andere behandelingen zijn:
- ontstekingsremmende medicijnen: zogenaamde NSAID's;
- TNF-alfa-remmers, zogenoemde biologicals als infliximab, etanercept, adalimumab en golimumab.

Overige maatregelen die eventueel nodig zijn, zoals behandeling van een regenboogvliesontsteking, aangepaste schoenen bij achillespeesontstekingen en bijvoorbeeld aanpassing van het meubilair.
De ziekte is niet te genezen maar wel draaglijker te maken en een aantal ernstige gevolgen zijn bij zorgvuldige behandeling weleens te voorkomen.

## Houdingscorrectie
Het vastgroeien van de wervelkolom kan leiden tot ernstige kyfose en/of scoliose (voorovergebogen en zijwaartse houdingsafwijkingen). Het is echter mogelijk om door middel van een operatieve wervelkolomcorrectie de oorspronkelijke houding te herstellen of ten minste te verbeteren. Beter is ervoor te zorgen dat de verstijving niet in gebogen houding optreedt.